# Covelo do Gerês
Covelo do Gerês es una freguesia portuguesa del concelho de Montalegre, en el distrito de Vila Real, con 10,51 km² de superficie y 194 habitantes (2011), distribuidos en cuatro núcleos de población: Peneda, São Bento de Sexta-Freita, Cruz da Estradal y el que da nombre y sede a la freguesia. Su densidad de población es de 18,5 hab/km².
Situada al sudoeste del concelho, a una altura inferior a setecientos metros, y encajada entre el río Gerês y la sierra, las características geográficas y climatológicas de la freguesia la hacen especialmente apta para la producción del verdasco, un vinho verde muy ácido.